# 六代樂舞
六代樂舞，又稱六樂或六舞，以樂舞教國子，周代姬旦汲取前朝文化的精華淡化了舞蹈的娛樂功能，集中整理出前代樂舞，將其引向高雅、肅穆、神聖的大雅之堂。

## 特点
周公整理了樂舞《雲門》、《大咸》、《大韶》、《大夏》和《大濩》，又新創編了《大武》，合稱《六代舞》。
《雲門》、《大咸》、《大韶》、《大夏》所代表的各代，都是由禪讓得的天下，所以稱「文舞」；而《大濩》和《大武》所表現的都是以武力奪取天下的君主，稱“武舞”。但也有学者质疑“六代乐舞”的真实性。

## 六樂出處
六代樂舞之出處解析，
- 《雲門大卷》簡稱雲門，為黃帝時所作。
- 《大咸》亦名咸池或大章，為堯帝時所作。
- 《大韶》亦名九韶或簫韶，為舜帝時所作。
- 《大夏》為夏禹時最具代表性的樂舞。
- 《大濩》為商湯時所作。
- 《大武》，周代為了頌揚周武王伐紂王大捷所編創的樂舞作品。

## 延伸閱讀
- 黃帝
- 堯帝
- 舜帝
- 夏禹
- 商湯
- 周代
- 姬旦
- 紂王
- 大咸
- 大夏
- 大武
- 周武王